# Voci ancestrali
Voci ancestrali (Ancestral Voices) è un racconto di fantascienza del 1933 scritto dallo statunitense Nathan Schachner e pubblicato per la prima volta sulla rivista fantascientifica Astounding Stories of Super-Science nel dicembre del 1933.
È una storia basata sul viaggio nel tempo in cui l'autore - ebreo - indirizza una critica satirica verso l'odio razziale portato avanti dal Nazismo.
Nel racconto è per la prima volta analizzato il celebre paradosso temporale "dell'avo" o "del nonno". Secondo tale paradosso, se, potendo viaggiare indietro nel tempo, si giungesse a prima della propria nascita e si uccidesse un proprio antenato (ad esempio il proprio nonno o padre) si dovrebbe di conseguenza smettere di esistere, in quanto non si verrebbe mai generati. Se così fosse, è però chiaro che non si sarebbe mai potuti andare indietro nel tempo e commettere l'omicidio.

## Trama
Un viaggiatore nel tempo dal 1935 giunge nell'antica Aquileia; qui, per difendere la propria vita, si vede costretto ad un certo punto ad uccidere un unno che lo aveva attaccato. Il viaggiatore scompare, e lo stesso accade a migliaia di altre persone che vivevano nel tempo da cui egli era venuto. Ciò accade perché l'unno viene ucciso prima che possa generare dei figli e avere così una discendenza, la quale, dopo la sua morte prematura, non può più esistere. Uno dei discendenti scomparsi è il dittatore di "Mideuropa" Herr Hellwig che, nomi a parte, corrisponde alla descrizione di Adolf Hitler.
Oltre che sfruttare il tipico gusto per il paradosso, il racconto vuole dunque dimostrare chiaramente l'assurdità di un mito come quello della purezza razziale: l'"ariano" Hitler potrebbe essere nientemeno che discendente di un unno, e per di più al pari di altre genti europee, asiatiche o americane.

## Edizione italiana
Il racconto è stato pubblicato una sola volta in italiano, in appendice al volume Il Giardino del tempo. Il terzo libro della fantascienza a cura di Sergio Solmi, dalla casa editrice Einaudi, Torino, il 14 maggio 1983, nella traduzione di Raffaella Solmi.